# Elecciones generales de Gambia de 1992
Las elecciones generales se llevaron a cabo en Gambia el 29 de abril de 1992. La fecha de las elecciones se anunció el 14 de febrero y la Asamblea Nacional se disolvió tres días más tarde. A pesar de que había anunciado su retiro en diciembre de 1991, el presidente Dawda Jawara cambió de opinión y se postuló para el cargo de nuevo. Ambas elecciones fueron ganadas por el gobernante Partido Popular Progresista (PPP), con el presidente Jawara a la cabeza, obteniendo un 58,5% de los votos. La participación electoral fue de alrededor del 55,8%.

## Campaña
Un total de 130 candidatos se presentaron para los 36 escaños, aunque el PPP fue el único con un candidato en cada asiento. La campaña de la oposición se centró en la corrupción y la mala gestión económica, mientras que el PPP prometió que aumentaría el turismo y apoyaría a los agricultores del maní (principal producto del país).

## Resultados

### Presidente
| Candidato                          | Partido                                                                | Votos   | %     |
| ---------------------------------- | ---------------------------------------------------------------------- | ------- | ----- |
| Dawda Jawara                       | Partido Popular Progresista                                            | 117.549 | 58.48 |
| Sheriff Mustapha Dibba             | Partido Convención Nacional                                            | 44.639  | 22.21 |
| Assan Musa Camara                  | Partido Popular                                                        | 16.287  | 8.10  |
| Lamin Bojang                       | Partido Democrático del Pueblo                                         | 11.999  | 5.97  |
| Sidia Jatta                        | Organización Democrática Popular para la Independencia y el Socialismo | 10.543  | 5.24  |
| Total                              | Total                                                                  | 201,017 | 100   |
| Votantes registrados/participación | Votantes registrados/participación                                     | 338,739 | 59.3  |
| Fuente: Hughes & Perfect           |                                                                        |         |       |

### Asamblea Nacional
| Partido                                                                | Votos   | %     | Asientos | +/–   |
| ---------------------------------------------------------------------- | ------- | ----- | -------- | ----- |
| Partido Popular Progresista                                            | 109,059 | 54.28 | 25       | –6    |
| Partido Convención Nacional                                            | 45,953  | 22.87 | 6        | +1    |
| Partido Popular                                                        | 13,937  | 6.94  | 2        | +2    |
| Partido Democrático del Pueblo                                         | 9,291   | 4.62  | 0        | Nuevo |
| Organización Democrática Popular para la Independencia y el Socialismo | 4,632   | 2.31  | 0        | 0     |
| Partido Unido                                                          | 2,892   | 1.44  | 0        | 0     |
| Independientes                                                         | 15,160  | 7.55  | 3        | +3    |
| Nombrados por el presidente                                            | –       | –     | 8        | 0     |
| Representantes de los jefes supremos                                   | –       | –     | 5        | 0     |
| Procurador general (ex officio)                                        | –       | –     | 1        | 0     |
| Total                                                                  | 200,924 | 100   | 50       | +1    |
| Fuentes: Inter-Parliamentary Union, Election Passport                  |         |       |          |       |